# Jean d'Épiphanie
Pour les articles homonymes, voir Épiphanie (homonymie).
 (juillet 2010).
Si vous disposez d'ouvrages ou d'articles de référence ou si vous connaissez des sites web de qualité traitant du thème abordé ici, merci de compléter l'article en donnant les références utiles à sa vérifiabilité et en les liant à la section « Notes et références ».
Jean d'Épiphanie est un historien de langue grecque de la fin du VIe siècle, natif de la ville d'Épiphanie en Syrie.

## Biographie
Il était le cousin d'Évagre le Scholastique (536-peu après 594), natif de la même ville, qui parle de lui comme l'une de ses sources dans son Histoire ecclésiastique (V, 24). Ce passage d'Évagre est d'ailleurs la seule source d'information sur Jean en dehors de son texte. Les deux cousins exerçaient la profession d'avocat (σχολαστικός), étaient devenus conseillers juridiques de Grégoire Ier, patriarche d'Antioche (571-594), et obtinrent le titre de « préfet honoraire » (apoéparque). Dans le cadre de ses fonctions auprès du patriarche Grégoire, il eut l'occasion de rencontrer des dignitaires du royaume des Perses, et surtout, au moment du séjour de Chosroès II, renversé par Vahram Chubin, à Circésium avec sa suite, en 590, il accompagna le patriarche dans une importante mission diplomatique confiée par l'empereur Maurice. Ensuite, il rédigea une œuvre historiographique sur les relations entre les Perses et les Romains après la mort de l'empereur Justinien (565).

## Œuvre
De cette œuvre, seuls ont été conservés les cinq premiers paragraphes, qui se trouvent dans le manuscrit Vaticanus graecus 1056 (manuscrit mutilé juste après). Elle a inspiré l'Histoire ecclésiastique d'Évagre (à partir de V, 6), mais aussi l'œuvre historique de Théophylacte Simocatta qui porte sur le règne de l'empereur Maurice (582-602). La première a été rédigée en 594 (Évagre a dû consulter le manuscrit autographe de Jean), la seconde vers 630. Ensuite, Jean d'Épiphanie semble disparaître dans la tradition byzantine : Théophane le Confesseur et Jean Zonaras s'inspirent semble-t-il uniquement d'Évagre et de Théophylacte ; Photius n'a aucun codex sur lui ; aucun extrait de son œuvre ne figure dans les Excerpta de Constantin Porphyrogénète.
Le court passage qui a été conservé directement comprend un paragraphe d'introduction et le récit du début de la guerre entre les Perses et les Byzantins qui commence en 571. Ce récit est d'ailleurs inspiré, soit de Théophane de Byzance, soit de Ménandre le Protecteur.

## Édition
- Carl Müller, Fragmenta historicorum Graecorum, IV, p. 272-276, Paris, 1851.